# スパルタ教育くたばれ親父
『スパルタ教育くたばれ親父』（スパルタきょういくくたばれおやじ）は、1970年8月12日に公開された日活制作の日本映画である。監督は舛田利雄、主演は石原裕次郎。
石原慎太郎による教育啓蒙書『スパルタ教育』（光文社）を原作としたフィクション作品。厳しい教育者であり、プロ野球のアンパイアを職業とする男の家庭を描いた。

## 配役
- 石原裕次郎 : 田上悠三
- 若尾文子 : 田上尚子
- 渡哲也 : 原和也
- 小池修一 : 田上学
- 川口英樹 : 田上稔
- 松谷秀子 : 田上秀子
- 富松清信 : 田上清信
- 富松重隆 : 田上重隆
- 有川由紀 : 小島雅子
- 谷村昌彦 : 中原佐助
- 青木義朗 : 小島
- 金田正一 : (日本テレビ、友情出演)[4]
- 越智正典 : (日本テレビ、友情出演)[4]
- 小高雄二 : 医者
- 川地民夫 : 今村
- 田崎潤 : 田上義郎

## スタッフ
- 監督 - 舛田利雄
- 脚本 - 佐治乾、中野顕彰
- 原作 - 石原慎太郎
- 企画 - 園田郁毅、藤波浩、川野泰彦
- 音楽  - 伊部晴美
- 撮影 - 高村倉太郎
- 照明 - 藤林甲
- 美術 - 千葉和彦
- 録音 - 橋本文雄
- 編集 - 井上親弥
- 効果 - 佐々木英世
- 助監督 - 村川透
- 協力 - 讀賣巨人軍、大洋ホエールズ、ロッテオリオンズ、日本テレビ、セ・リーグ審判部
- 協賛 - 織戸組

## 併映作品
- 『座頭市あばれ火祭り』: 三隅研次監督作品 (大映製作)